# Suécia nos Jogos Olímpicos de Inverno de 2010

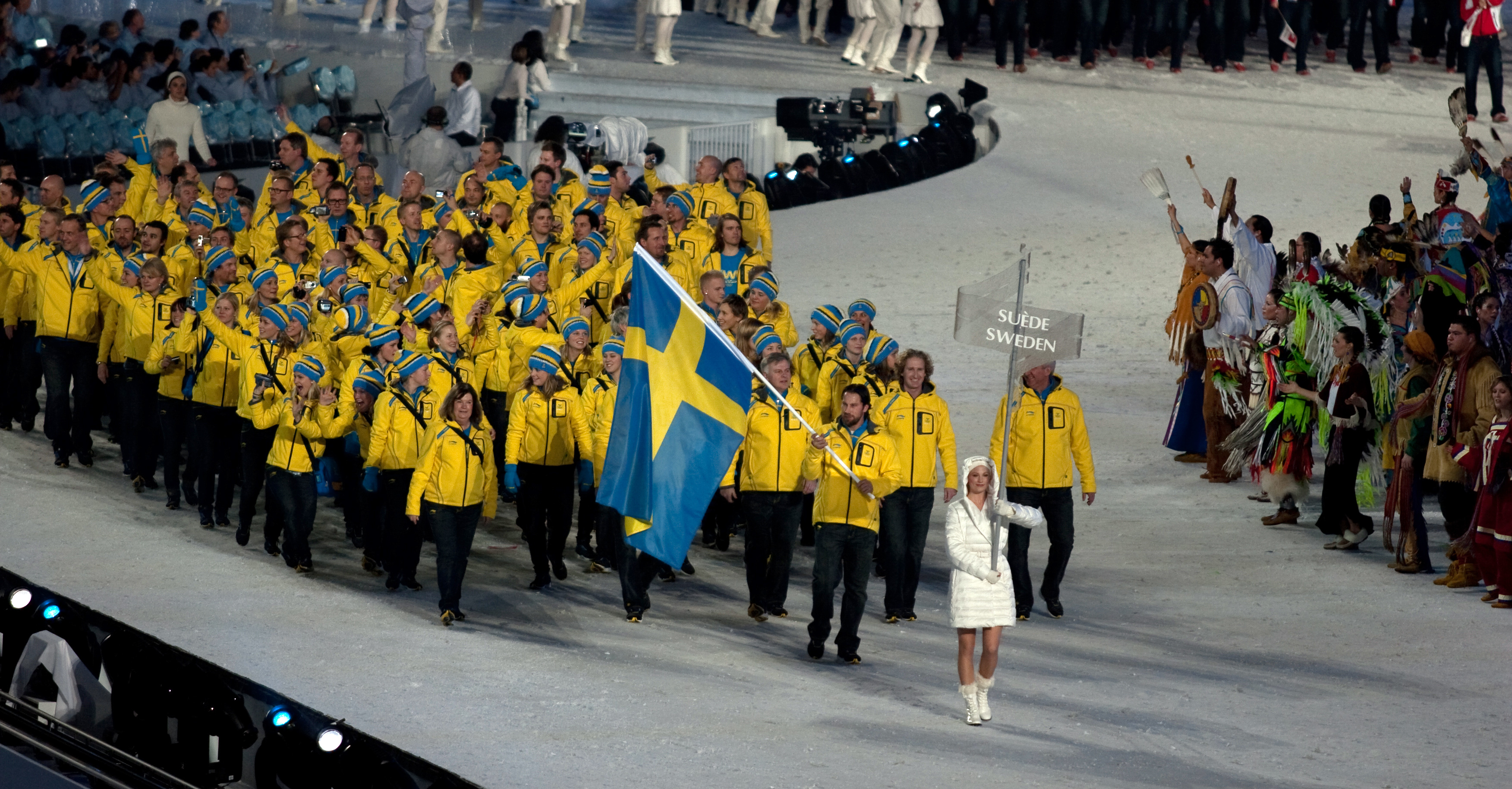
Delegação sueca durante a cerimônia de abertura.

A Suécia participou dos Jogos Olímpicos de Inverno de 2010, realizados em Vancouver, no Canadá. O país esteve em todas as edições das Olimpíadas de Inverno.

### 

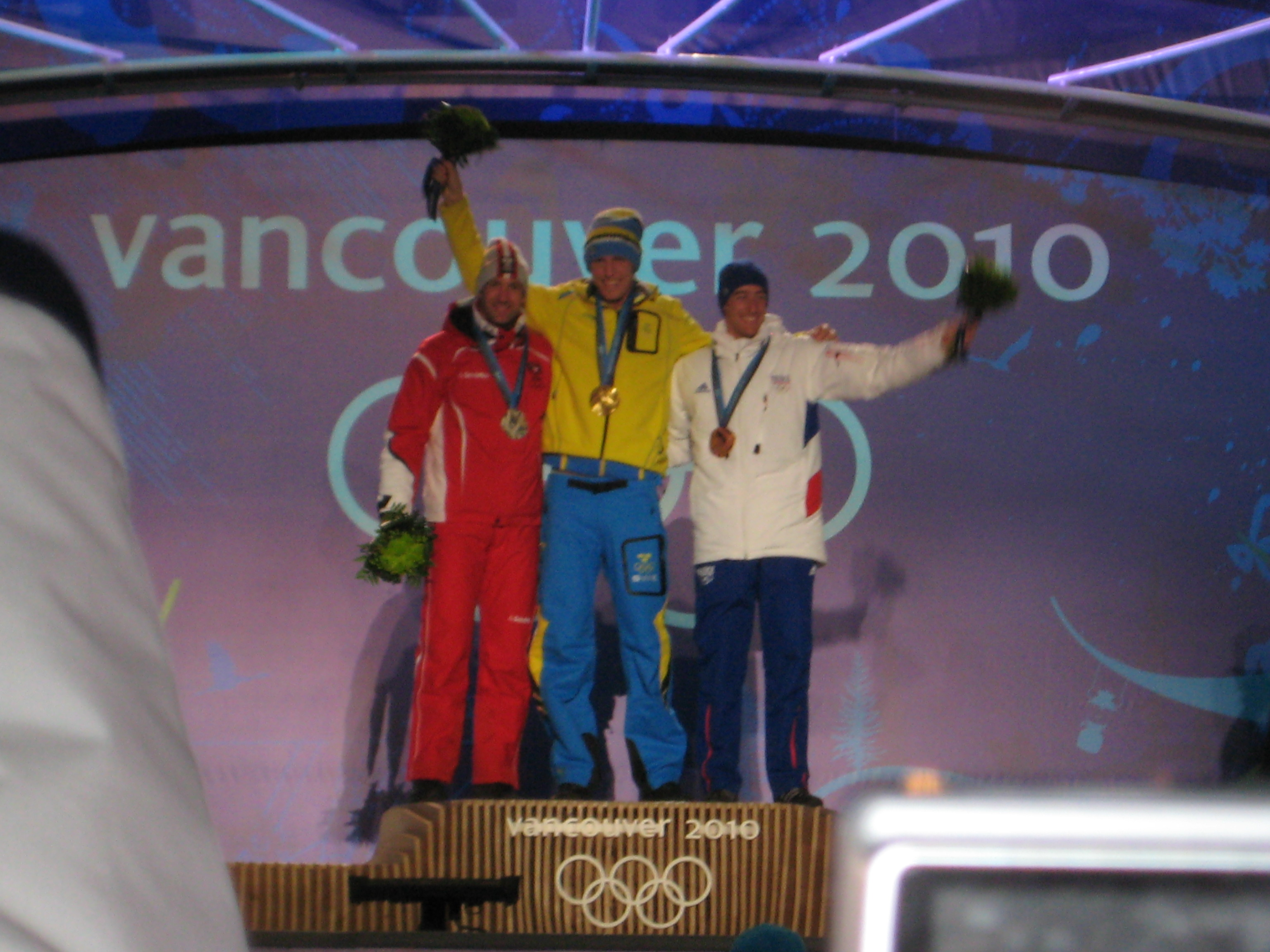
Björn Ferry (centro) na cerimônia de entrega das medalhas da perseguição combinada.

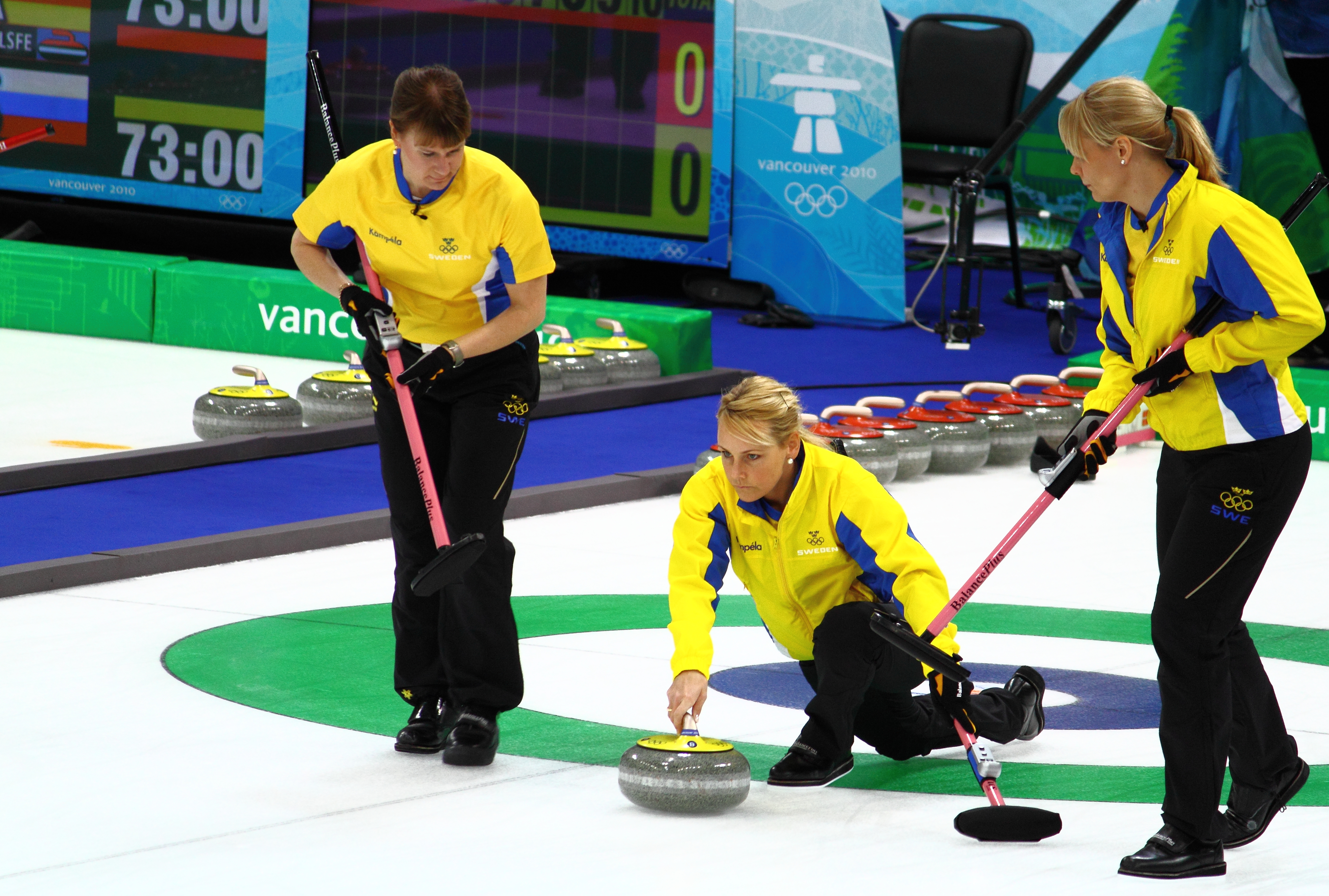
Equipe sueca medalha de ouro no curling feminino.

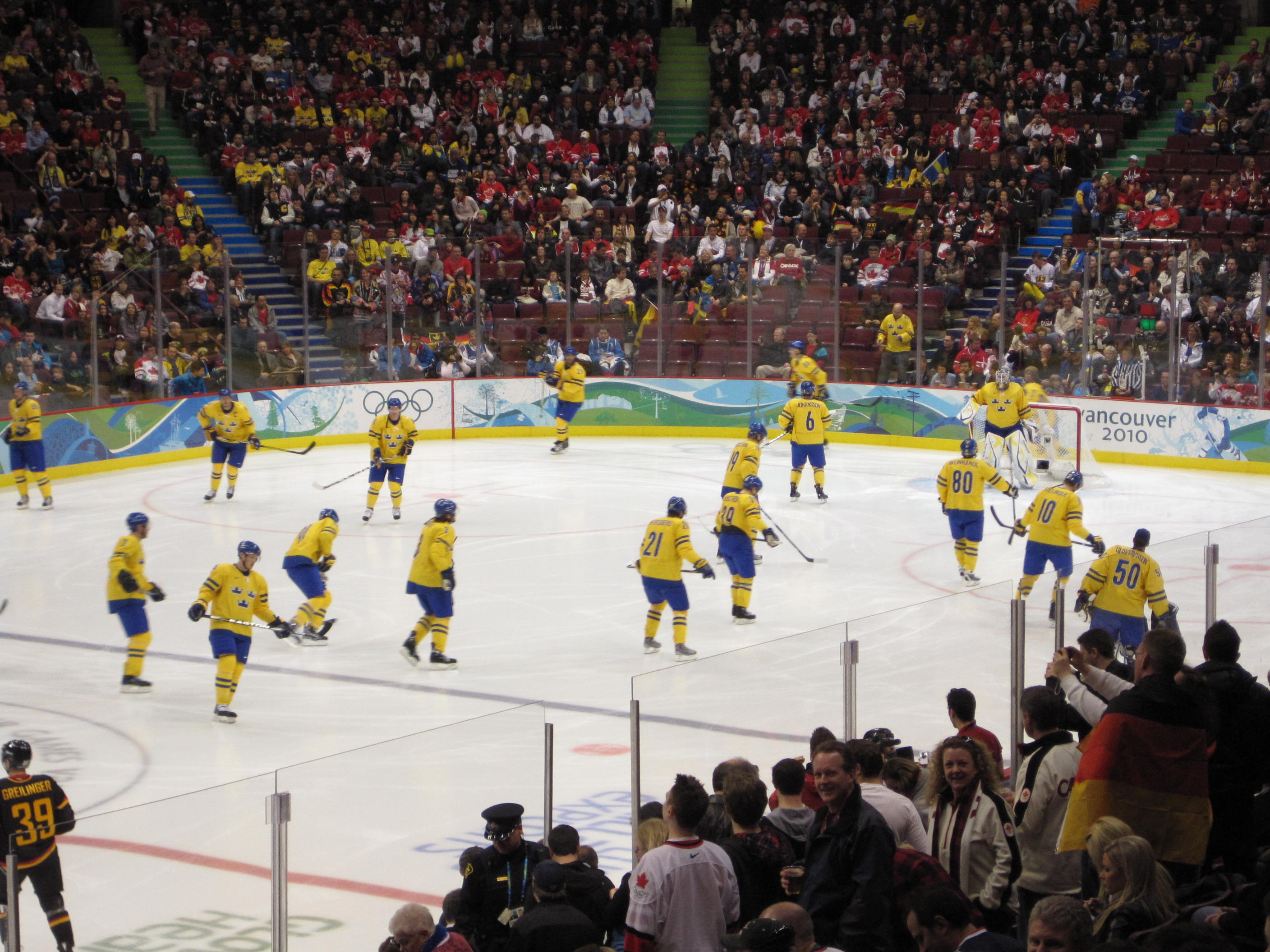
Equipe masculina na partida contra a Alemanha.

## Medalhas
| Atleta                                                                 | Esporte             | Evento                          | Medalha |
| ---------------------------------------------------------------------- | ------------------- | ------------------------------- | ------- |
| Charlotte Kalla                                                        | Esqui cross-country | 10 km livre feminino            | Ouro    |
| Björn Ferry                                                            | Biatlo              | Perseguição masculino           | Ouro    |
| Marcus Hellner                                                         | Esqui cross-country | Perseguição combinada masculina | Ouro    |
| Daniel Rickardsson Johan Olsson Anders Södergren Marcus Hellner        | Esqui cross-country | Revezamento 4x10 km masculino   | Ouro    |
| Anette Norberg Eva Lund Cathrine Lindahl Anna Le Moine Kajsa Bergström | Curling             | Feminino                        | Ouro    |
| Anna Haag                                                              | Esqui cross-country | Perseguição combinada feminina  | Prata   |
| Charlotte Kalla Anna Haag                                              | Esqui cross-country | Velocidade por equipes feminino | Prata   |
| Anja Pärson                                                            | Esqui alpino        | Combinado feminino              | Bronze  |
| Johan Olsson                                                           | Esqui cross-country | Perseguição combinada masculina | Bronze  |
| André Myhrer                                                           | Esqui alpino        | Slalom masculino                | Bronze  |
| Johan Olsson                                                           | Esqui cross-country | Largada coletiva masculina      | Bronze  |

## Desempenho

### Biatlo
Feminino
| Atleta                                                                        | Evento            | Final     | Final       | Final   |
| Atleta                                                                        | Evento            | Tempo     | Penalidades | Posição |
| ----------------------------------------------------------------------------- | ----------------- | --------- | ----------- | ------- |
| Sofia Domeij                                                                  | Velocidade        | 21:55.0   | 1 (0+1)     | 41º     |
| Sofia Domeij                                                                  | Perseguição       | 34:23.8   | 2 (1+0+0+1) | 41º     |
| Elisabeth Högberg                                                             | Individual        | 49:46.5   | 4 (1+1+0+2) | 77º     |
| Helena Jonsson                                                                | Velocidade        | 20:42.5   | 0 (0+0)     | 12º     |
| Helena Jonsson                                                                | Perseguição       | 31:53.8   | 2 (0+0+2+0) | 14º     |
| Helena Jonsson                                                                | Individual        | 45:52.9   | 4 (1+2+0+1) | 49º     |
| Helena Jonsson                                                                | Largada coletiva  | 36:15.9   | 2 (1+1+0+0) | 10º     |
| Anna-Maria Nilsson                                                            | Velocidade        | 20:45.5   | 0 (0+0)     | 16º     |
| Anna-Maria Nilsson                                                            | Perseguição       | 35:16.9   | 6 (1+2+2+1) | 47º     |
| Anna-Maria Nilsson                                                            | Individual        | 43:44.0   | 1 (1+0+0+0) | 24º     |
| Anna-Maria Nilsson                                                            | Largada coletiva  | 39:05.8   | 4 (1+1+1+1) | 28º     |
| Anna Carin Olofsson-Zidek                                                     | Velocidade        | 20:53.5   | 1 (1+0)     | 20º     |
| Anna Carin Olofsson-Zidek                                                     | Perseguição       | 30:55.4   | 1 (1+0+0+0) | 4º      |
| Anna Carin Olofsson-Zidek                                                     | Individual        | 43:12.1   | 2 (1+0+0+1) | 17º     |
| Anna Carin Olofsson-Zidek                                                     | Largada coletiva  | 36:22.9   | 4 (1+1+1+1) | 13º     |
| Elisabeth Högberg Anna Carin Olofsson-Zidek Anna-Maria Nilsson Helena Jonsson | Revezamento 4x5km | 1:10:47.2 | 0+2 0+1     | 5º      |

Masculino
| Atleta                                                           | Evento              | Final     | Final       | Final           |
| Atleta                                                           | Evento              | Tempo     | Penalidades | Posição         |
| ---------------------------------------------------------------- | ------------------- | --------- | ----------- | --------------- |
| Carl-Johan Bergman                                               | Velocidade          | 26:41.7   | 2 (1+1)     | 42º             |
| Carl-Johan Bergman                                               | Perseguição         | 35:14.6   | 1 (0+1+0+0) | 19º             |
| Carl-Johan Bergman                                               | Individual          | 54:44.1   | 5 (2+1+0+2) | 61º             |
| Björn Ferry                                                      | Velocidade          | 25:20.2   | 0 (0+0)     | 8º              |
| Björn Ferry                                                      | Perseguição         | 33:38.4   | 1 (0+0+0+1) | Medalha de ouro |
| Björn Ferry                                                      | Individual          | 53:16.7   | 5 (1+0+3+1) | 42º             |
| Björn Ferry                                                      | Largada coletiva    | 36:13.3   | 2 (0+0+0+2) | 12º             |
| Magnus Jonsson                                                   | Velocidade          | 28:29.2   | 3 (0+3)     | 79º             |
| Fredrik Lindström                                                | Velocidade          | 26:33.3   | 1 (1+0)     | 38º             |
| Fredrik Lindström                                                | Perseguição         | 36:25.5   | 4 (0+1+1+2) | 33º             |
| Fredrik Lindström                                                | Individual          | 57:29.8   | 4 (1+2+0+1) | 77º             |
| Mattias Nilsson                                                  | Individual          | 52:50.1   | 3 (1+1+0+1) | 34º             |
| Fredrik Lindström Carl-Johan Bergman Mattias Nilsson Björn Ferry | Revezamento 4x7,5km | 1:23:02.0 | 0+3 1+7     | 4º              |

### Curling
Feminino
| Equipe                                                                 | Primeira fase | Primeira fase | Semifinal              | Final                  | Pos.            |
| Equipe                                                                 | Adversário e resultado | Pos.          | Adversário e resultado | Adversário e resultado | Pos.            |
| ---------------------------------------------------------------------- | --- | ------------- | ---------------------- | ---------------------- | --------------- |
| Anette Norberg Eva Lund Cathrine Lindahl Anna Le Moine Kajsa Bergström | DEN Dinamarca V 6–5 SUI Suíça V 8–7 GBR Grã-Bretanha V 6–4 CHN China V 6–4 RUS Rússia D 1–10 USA Estados Unidos V 9–3 CAN Canadá D 2–6 JPN Japão V 10–6 GER Alemanha V 8–7 | 2º            | CHN China V 9–4        | CAN Canadá V 7–6       | Medalha de ouro |

Masculino
| Equipe                                                                    | Primeira fase | Primeira fase | Play-off               | Semifinal              | Final                               | Pos. |
| Equipe                                                                    | Adversário e resultado | Pos.          | Adversário e resultado | Adversário e resultado | Adversário e resultado              | Pos. |
| ------------------------------------------------------------------------- | --- | ------------- | ---------------------- | ---------------------- | ----------------------------------- | ---- |
| Niklas Edin Sebastian Kraupp Fredrik Lindberg Viktor Kjäll Oskar Eriksson | GBR Grã-Bretanha V 6–4 GER Alemanha V 6–3 CAN Canadá D 3–7 CHN China V 6–5 USA Estados Unidos D 7–8 FRA França D 4–5 NOR Noruega V 8–7 SUI Suíça D 3–7 DEN Dinamarca V 7–6 | 4º            | GBR Grã-Bretanha V 7–6 | CAN Canadá D 3–6       | Disputa pelo bronze SUI Suíça D 4–5 | 4º   |

### Esqui alpino
Feminino
| Atleta                  | Evento         | Corrida 1 | Corrida 2 | Total   | Pos.              |
| ----------------------- | -------------- | --------- | --------- | ------- | ----------------- |
| Therese Borssén         | Slalom         | 52.97     | 53.74     | 1:46.71 | 21º               |
| Frida Hansdotter        | Slalom         | 52.50     | 53.17     | 1:45.67 | 15º               |
| Kajsa Kling             | Slalom gigante | 1:17.49   | 1:12.44   | 2:29.93 | 26º               |
| Jessica Lindell-Vikarby | Downhill       |           |           | 1:53.76 | 30º               |
| Jessica Lindell-Vikarby | Super-G        |           |           | 1:24.83 | 26º               |
| Jessica Lindell-Vikarby | Slalom gigante | 1:18.34   | 1:14.37   | 2:32.71 | 31º               |
| Jessica Lindell-Vikarby | Combinado      | 1:26.47   | 47.69     | 2:14.16 | 22º               |
| Maria Pietilä Holmner   | Slalom gigante | 1:16.28   | 1:13.35   | 2:29.63 | 24º               |
| Maria Pietilä Holmner   | Slalom         | 51.64     | 52.58     | 1:44.22 | 4º                |
| Anja Pärson             | Downhill       |           |           | DNF     | DNF               |
| Anja Pärson             | Super-G        |           |           | 1:21.98 | 11º               |
| Anja Pärson             | Slalom gigante | 1:16.01   | 1:12.89   | 2:28.90 | 22º               |
| Anja Pärson             | Slalom         | 52.93     | DNF       | DNF     | DNF               |
| Anja Pärson             | Combinado      | 1:25.57   | 44.62     | 2:10.19 | Medalha de bronze |

Masculino
| Atleta         | Evento         | Corrida 1 | Corrida 2   | Total       | Pos.              |
| -------------- | -------------- | --------- | ----------- | ----------- | ----------------- |
| Jens Byggmark  | Slalom         | 50.50     | 52.03       | 1:42.53     | 22º               |
| Axel Bäck      | Slalom         | 50.25     | DSQ         | DSQ         | DSQ               |
| Mattias Hargin | Slalom         | 49.27     | 51.98       | 1.41:25     | 14º               |
| Patrik Järbyn  | Downhill       |           |             | 1:56.58     | 29º               |
| Patrik Järbyn  | Super-G        |           |             | Não avançou | Não avançou       |
| Markus Larsson | Downhill       |           |             | 1:58.82     | 43º               |
| Markus Larsson | Slalom gigante | 1:19.46   | 1:21.97     | 2:41.43     | 27º               |
| Markus Larsson | Combinado      | 1:56.51   | 51.79       | 2:48.30     | 16º               |
| André Myhrer   | Slalom gigante | 1:24.37   | Não avançou | Não avançou | Não avançou       |
| André Myhrer   | Slalom         | 49.03     | 50.73       | 1:39.76     | Medalha de bronze |
| Hans Olsson    | Downhill       |           |             | 1:55.19     | 12º               |
| Hans Olsson    | Super-G        |           |             | Não avançou | Não avançou       |
| Hans Olsson    | Slalom gigante | DNS       | DNS         | DNS         | DNS               |
| Hans Olsson    | Combinado      | 1:53.83   | Não avançou | Não avançou | Não avançou       |

### Esqui cross-country
Feminino
| Atleta                                                          | Evento                 | Qualificatória | Qualificatória | Quartas-de-final | Quartas-de-final | Semifinal   | Semifinal   | Final       | Final            |
| Atleta                                                          | Evento                 | Tempo          | Pos.           | Tempo            | Pos.             | Tempo       | Pos.        | Tempo       | Pos.             |
| --------------------------------------------------------------- | ---------------------- | -------------- | -------------- | ---------------- | ---------------- | ----------- | ----------- | ----------- | ---------------- |
| Anna Haag                                                       | 10 km livre            |                |                |                  |                  |             |             | 25:19.3     | 4º               |
| Anna Haag                                                       | Perseguição combinada  |                |                |                  |                  |             |             | 40:07.0     | Medalha de prata |
| Ida Ingemarsdotter                                              | Perseguição combinada  |                |                |                  |                  |             |             | 44:16.5     | 41º              |
| Ida Ingemarsdotter                                              | Largada coletiva       |                |                |                  |                  |             |             | DNF         | DNF              |
| Ida Ingemarsdotter                                              | Velocidade             | 3:49.11        | 25º            | 3:40.0           | 3º               | Não avançou | Não avançou | Não avançou | Não avançou      |
| Charlotte Kalla                                                 | 10 km livre            |                |                |                  |                  |             |             | 24:58.4     | Medalha de ouro  |
| Charlotte Kalla                                                 | Perseguição combinada  |                |                |                  |                  |             |             | 41:18.5     | 8º               |
| Charlotte Kalla                                                 | Largada coletiva       |                |                |                  |                  |             |             | 1:31:57.6   | 6º               |
| Britta Johansson Norgren                                        | 10 km livre            |                |                |                  |                  |             |             | 26:48.1     | 29º              |
| Britta Johansson Norgren                                        | Perseguição combinada  |                |                |                  |                  |             |             | 45:25.7     | 52º              |
| Anna Olsson                                                     | 10 km livre            |                |                |                  |                  |             |             | 26:23.1     | 24º              |
| Anna Olsson                                                     | Largada coletiva       |                |                |                  |                  |             |             | 1:33:00.3   | 9º               |
| Anna Olsson                                                     | Velocidade             | 3:41.95        | 3º             | 3:36.5           | 1º               | 3:38.7      | 2º          | 3:41.7      | 4º               |
| Hanna Falk                                                      | Velocidade             | 3:49.94        | 27º            | 4:22.5           | 6º               | Não avançou | Não avançou | Não avançou | Não avançou      |
| Magdalena Pajala                                                | Velocidade             | 3:45.50        | 13º            | 3:37.7           | 2º               | 3:45.0      | 5º          | Não avançou | Não avançou      |
| Charlotte Kalla Anna Haag                                       | Velocidade por equipes |                |                |                  |                  | 18:35.9     | 1º          | 18:04.3     | Medalha de prata |
| Anna Olsson Magdalena Pajala Charlotte Kalla Ida Ingemarsdotter | Revezamento 4x5 km     |                |                |                  |                  |             |             | 56:18.9     | 5º               |

Masculino
| Atleta                                                          | Evento                 | Qualificatória | Qualificatória | Quartas-de-final | Quartas-de-final | Semifinal   | Semifinal   | Final       | Final             |
| Atleta                                                          | Evento                 | Tempo          | Pos.           | Tempo            | Pos.             | Tempo       | Pos.        | Tempo       | Pos.              |
| --------------------------------------------------------------- | ---------------------- | -------------- | -------------- | ---------------- | ---------------- | ----------- | ----------- | ----------- | ----------------- |
| Marcus Hellner                                                  | 15 km livre            |                |                |                  |                  |             |             | 34:13.5     | 4º                |
| Marcus Hellner                                                  | Perseguição combinada  |                |                |                  |                  |             |             | 1:15:11.4   | Medalha de ouro   |
| Marcus Hellner                                                  | Largada coletiva       |                |                |                  |                  |             |             | 2:07:03.2   | 22º               |
| Johan Olsson                                                    | 15 km livre            |                |                |                  |                  |             |             | 34:39.3     | 11º               |
| Johan Olsson                                                    | Perseguição combinada  |                |                |                  |                  |             |             | 1:15:14.2   | Medalha de bronze |
| Johan Olsson                                                    | Largada coletiva       |                |                |                  |                  |             |             | 2:05:36.5   | Medalha de bronze |
| Daniel Rickardsson                                              | 15 km livre            |                |                |                  |                  |             |             | 34:58.7     | 22º               |
| Daniel Rickardsson                                              | Perseguição combinada  |                |                |                  |                  |             |             | 1:17:34.0   | 23º               |
| Daniel Rickardsson                                              | Largada coletiva       |                |                |                  |                  |             |             | 2:05:45.2   | 7º                |
| Anders Södergren                                                | 15 km livre            |                |                |                  |                  |             |             | 35:01.2     | 25º               |
| Anders Södergren                                                | Perseguição combinada  |                |                |                  |                  |             |             | 1:15:47.0   | 10º               |
| Anders Södergren                                                | Largada coletiva       |                |                |                  |                  |             |             | 2:05:47.1   | 9º                |
| Emil Jönsson                                                    | Velocidade             | 3:36.01        | 2º             | 3:41.8           | 1º               | 3:37.4      | 3º          | Não avançou | Não avançou       |
| Björn Lind                                                      | Velocidade             | 3:38.62        | 14º            | 3:37.6           | 4º               | Não avançou | Não avançou | Não avançou | Não avançou       |
| Jesper Modin                                                    | Velocidade             | 3:38.53        | 13º            | 3:39.1           | 4º               | Não avançou | Não avançou | Não avançou | Não avançou       |
| Teodor Peterson                                                 | Velocidade             | 3:39.08        | 18º            | 3:38.3           | 2º               | 3:43.8      | 6º          | Não avançou | Não avançou       |
| Marcus Hellner Teodor Peterson                                  | Velocidade por equipes |                |                |                  |                  | 19:06.5     | 8º          | Não avançou | Não avançou       |
| Daniel Rickardsson Johan Olsson Anders Södergren Marcus Hellner | Revezamento 4x10 km    |                |                |                  |                  |             |             | 1:45:05.4   | Medalha de ouro   |

### Esqui estilo livre
Feminino
| Atleta           | Evento    | Preliminar | Preliminar | Oitavas | Quartas | Semifinal   | Final            | Final       |
| Atleta           | Evento    | Tempo      | Pos.       | Posição | Posição | Posição     | Posição          | Pos.        |
| ---------------- | --------- | ---------- | ---------- | ------- | ------- | ----------- | ---------------- | ----------- |
| Anna Holmlund    | Ski cross | 1:17.15    | 1º         | 1º      | 2º      | 4º          | Pequena final 2º | 6º          |
| Magdalena Iljans | Ski cross | 1:19.05    | 11º        | 2º      | DNF     | Não avançou | Não avançou      | Não avançou |

Masculino
| Atleta           | Evento | Preliminar | Preliminar | Final       | Final       |
| Atleta           | Evento | Pontos     | Pos.       | Pontos      | Pos.        |
| ---------------- | ------ | ---------- | ---------- | ----------- | ----------- |
| Jesper Björnlund | Moguls | 24.53      | 5º         | 25.12       | 8º          |
| Per Spett        | Moguls | 22.10      | 23º        | Não avançou | Não avançou |

| Atleta           | Evento    | Preliminar | Preliminar | Oitavas | Quartas     | Semifinal   | Final       | Final       |
| Atleta           | Evento    | Tempo      | Pos.       | Posição | Posição     | Posição     | Posição     | Pos.        |
| ---------------- | --------- | ---------- | ---------- | ------- | ----------- | ----------- | ----------- | ----------- |
| Tommy Eliasson   | Ski cross | 1:14.73    | 23º        | 2º      | 3º          | Não avançou | Não avançou | Não avançou |
| Michael Forslund | Ski cross | 1:14.66    | 21º        | 4º      | Não avançou | Não avançou | Não avançou | Não avançou |
| Erik Iljans      | Ski cross | 1:16.34    | 32º        | 2º      | 4º          | Não avançou | Não avançou | Não avançou |
| Lars Lewén       | Ski cross | 1:14.44    | 19º        | 4º      | Não avançou | Não avançou | Não avançou | Não avançou |

### Hóquei no gelo
Feminino
| Equipe | Equipe | Fase de grupos                                         | Fase de grupos | Semifinal                | Final                                   | Pos. |
| Equipe | Equipe | Adversário e resultado                                 | Pos.           | Adversário e resultado   | Adversário e resultado                  | Pos. |
| --- | --- | ------------------------------------------------------ | -------------- | ------------------------ | --------------------------------------- | ---- |
| Sara Grahn Valentina Lizana Kim Martin Emilia Andersson Gunilla Andersson Jenni Asserholt Emma Eliasson Frida Nevalainen Emma Nordin Tina Enström Elin Holmlöv | Erika Holst Isabelle Jordansson Klara Myrén Cecilia Östberg Maria Rooth Danijela Rundqvist Frida Svedin Thunström Katarina Timglas Erica Udén Johansson Pernilla Winberg | SUI Suíça V 3–0 SVK Eslováquia V 6–2 CAN Canadá D 1–13 | 2º (Gr. A)     | USA Estados Unidos D 1–9 | Disputa pelo bronze FIN Finlândia D 2–3 | 4º   |

Masculino
| Equipe | Equipe | Fase de grupos                                                | Fase de grupos | Play-off               | Quartas-de-final       | Semifinal              | Final                  | Pos.        |
| Equipe | Equipe | Adversário e resultado                                        | Pos.           | Adversário e resultado | Adversário e resultado | Adversário e resultado | Adversário e resultado | Pos.        |
| --- | --- | ------------------------------------------------------------- | -------------- | ---------------------- | ---------------------- | ---------------------- | ---------------------- | ----------- |
| Jonas Gustavsson Stefan Liv Henrik Lundqvist Tobias Enström Magnus Johansson Niklas Kronwall Nicklas Lidström Douglas Murray Johnny Oduya Henrik Tallinder Mattias Öhlund Daniel Alfredsson | Nicklas Bäckström Loui Eriksson Peter Forsberg Johan Franzén Patric Hörnqvist Fredrik Modin Samuel Påhlsson Daniel Sedin Henrik Sedin Mattias Weinhandl Henrik Zetterberg | GER Alemanha V 2–0 BLR Bielorrússia V 4–2 FIN Finlândia V 3–0 | 1º (Gr. C)     |                        | SVK Eslováquia D 3–4   | Não avançou            | Não avançou            | Não avançou |

### Patinação artística
| Atleta             | Evento               | Programa curto | Programa curto | Programa longo | Programa longo | Total  | Total |
| Atleta             | Evento               | Pontos         | Pos.           | Pontos         | Pos.           | Pontos | Pos.  |
| ------------------ | -------------------- | -------------- | -------------- | -------------- | -------------- | ------ | ----- |
| Adrian Schultheiss | Individual masculino | 63.13          | 22º            | 137.31         | 13º            | 200.44 | 15º   |

### Patinação de velocidade
Feminino
| Atleta         | Evento | Final   | Final |
| Atleta         | Evento | Tempo   | Pos.  |
| -------------- | ------ | ------- | ----- |
| Joel Eriksson  | 1500 m | 1:49.08 | 24º   |
| Daniel Friberg | 1500 m | 1:49.13 | 25º   |
| Johan Röjler   | 1500 m | 1:49.50 | 28º   |
| Johan Röjler   | 5000 m | 6:35.88 | 21º   |

| Equipe                                    | Evento                  | Quartas                   | Semifinal        | Final                     | Final |
| Equipe                                    | Evento                  | Adversário Tempo          | Adversário Tempo | Adversário Tempo          | Pos.  |
| ----------------------------------------- | ----------------------- | ------------------------- | ---------------- | ------------------------- | ----- |
| Joel Eriksson Daniel Friberg Johan Röjler | Perseguição por equipes | NED Países Baixos D +2.15 | Não avançou      | Final D JPN Japão V -2.93 | 7º    |

### Snowboard
Masculino
| Atleta         | Evento                  | Preliminar | Preliminar | Oitavas                 | Quartas          | Semifinal        | Final            | Final       |
| Atleta         | Evento                  | Tempo      | Pos.       | Adversário Tempo        | Adversário Tempo | Adversário Tempo | Adversário Tempo | Pos.        |
| -------------- | ----------------------- | ---------- | ---------- | ----------------------- | ---------------- | ---------------- | ---------------- | ----------- |
| Daniel Biveson | Slalom gigante paralelo | 1:17.86    | 8º         | FRA M. Bozzetto D +0.36 | Não avançou      | Não avançou      | Não avançou      | Não avançou |

Legenda
| Recorde mundial      | Recorde mundial (World record)               |                       | Recorde africano                      | Recorde africano (African) |                                           | Q | Classificado por posição (Qualified) |
| Recorde olímpico     | Recorde olímpico (Olympic record)            | Recorde da América    | Recorde da América (Americas)         | q                          | Classificado por melhor tempo (Qualified) |   |                                      |
| Melhor marca do ano  | Melhor marca do ano (World leading)          | Recorde asiático      | Recorde asiático (Asian)              | DNS                        | Não largou (Did not start)                |   |                                      |
| Recorde nacional     | Recorde nacional (National record)           | Recorde europeu       | Recorde europeu (European)            | DNF                        | Não terminou (Did not finish)             |   |                                      |
| Recorde pessoal      | Recorde pessoal do atleta (Personal best)    | Recorde da Oceania    | Recorde da Oceania (Oceania)          | DSQ / DQ                   | Desclassificado (Disqualified)            |   |                                      |
| Recorde da temporada | Recorde da temporada do atleta (Season best) | Recorde sul-americano | Recorde sul-americano (South America) | NM                         | Sem marca (No mark)                       |   |                                      |